# Beaconsfield (Québec)
Beaconsfield è un comune del Canada, situato nella provincia del Québec, nella regione di Montréal.